# Гратія
Гратія (рум. Gratia) — село у повіті Телеорман в Румунії. Адміністративний центр комуни Гратія.
Село розташоване на відстані 51 км на захід від Бухареста, 53 км на північ від Александрії, 130 км на схід від Крайови, 135 км на південь від Брашова.

## Населення
За даними перепису населення 2002 року у селі проживали 1362 особи.
Національний склад населення села:
| Національність | Кількість осіб | Відсоток |
| -------------- | -------------- | -------- |
| румуни         | 1291           | 94,8%    |
| цигани         | 70             | 5,1%     |

Рідною мовою назвали:
| Мова      | Кількість осіб | Відсоток |
| --------- | -------------- | -------- |
| румунська | 1345           | 98,8%    |
| циганська | 17             | 1,2%     |